# Dubrowka (Lubawiczskoje)
Dubrowka (ros. Дубровка) – wieś (ros. деревня, trb. dieriewnia) w zachodniej Rosji, w osiedlu wiejskim Lubawiczskoje rejonu rudniańskiego w obwodzie smoleńskim.

## Geografia
Miejscowość położona jest nad Bierieziną, 13 km od granicy z Białorusią, 10,5 km od najbliższego przystanku kolejowego (450 km), 15 km od drogi magistralnej M1 «Białoruś», przy drodze regionalnej 66N-1614 (66N-1608 / Centnierowka – Kazimirowo – Szyłowo), 12 km od drogi federalnej R120 (Orzeł – Briańsk – Smoleńsk – granica z Białorusią), 8 km od centrum administracyjnego osiedla wiejskiego (Lubawiczi), 13 km od centrum administracyjnego rejonu (Rudnia), 62 km od Smoleńska.
W granicach miejscowości znajdują się ulice: Normandia-Nieman, Polewaja.

## Demografia
W 2010 r. miejscowość zamieszkiwało 5 osób.

## Historia
W czasie II wojny światowej od lipca 1941 roku wieś była okupowana przez hitlerowców. Wyzwolenie nastąpiło w październiku 1943 roku.
Uchwałą z dnia 20 grudnia 2018 roku w skład jednostki administracyjnej Lubawiczskoje weszły wszystkie miejscowości (w tym Dubrowka) zlikwidowanego osiedla wiejskiego Kazimirowskoje.

## Osobliwości dieriewni
- Grób żołnierza Armii Czerwonej rozstrzelonego przez nazistów w 1941 roku ogrodzony żelaznym płotem (cmentarz cywilny, pow. 9 m²)[7]